# 네트워크 주소

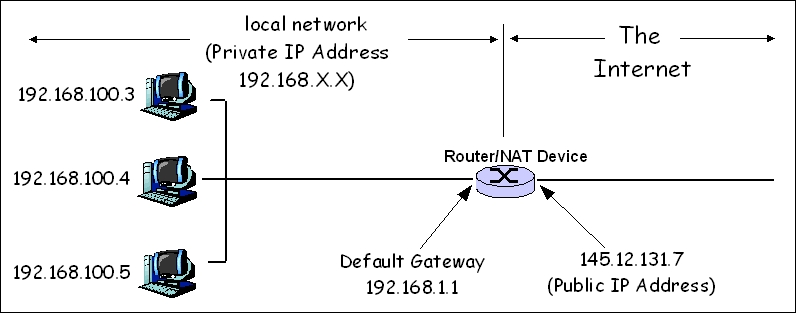
네트워크 주소를 가리키는 네트워크 다이어그램

네트워크 주소(Network address)는 통신 네트워크의 노드나 호스트에 대한 식별자이다. 네트워크 주소는 네트워크 전체에서 고유 식별자가 되도록 설계되었지만 일부 네트워크에서는 로컬, 사설망 주소 또는 고유하지 않을 수 있는 로컬 관리 주소를 허용한다. 특수 네트워크 주소는 브로드캐스트 또는 멀티캐스트 주소로 할당된다. 이것들도 고유한 것은 아니다.
어떤 경우에는 네트워크 호스트에 둘 이상의 네트워크 주소가 있을 수 있다. 예를 들어, 각 네트워크 인터페이스 컨트롤러는 고유하게 식별될 수 있다. 또한 프로토콜은 계층화되는 경우가 많기 때문에 특정 네트워크 인터페이스나 노드에서 두 개 이상의 프로토콜 네트워크 주소가 발생할 수 있으며 하나의 네트워크에서 두 가지 이상의 네트워크 주소 유형이 사용될 수 있다.
네트워크 주소는 네트워크 내 노드 위치에 대한 정보(예: MAC 주소)가 포함되지 않은 단순 주소이거나 라우팅에 대한 구조 또는 계층적 정보(예: IP 주소)를 포함할 수 있다.

## 예시
- 전화번호
- IP 주소
- IPX 주소(넷웨어에서)
- X.25 또는 X.21 주소(회선 교환 데이터망에서)
- MAC 주소 (이더넷 및 기타 관련 IEEE 802 네트워크 기술에서)